# 奥利济-普里马
奥利济-普里马（法語：Olizy-Primat，法語發音：[ɔlizi pʁima]）是法国大東部大區阿登省的一个市镇，属于武济耶区。该市镇于1974年由原市镇奥利济（Olizy）和普里马（Primat）合并而成。

## 地理
奥利济-普里马（49°20'48"N, 4°46'34"E）面积21.35 平方千米，位于法国大東部大區阿登省，该省份为法国北部内陆省份，西接埃纳省，南至马恩省，东临默兹省，北与比利时接壤。
与奥利济-普里马接壤的市镇（或旧市镇、城区）包括：布雷西-布里耶尔、法莱斯、隆韦、穆龙、埃纳河畔萨维尼、格朗普雷。
奥利济-普里马的时区为UTC+01:00、UTC+02:00（夏令时）。

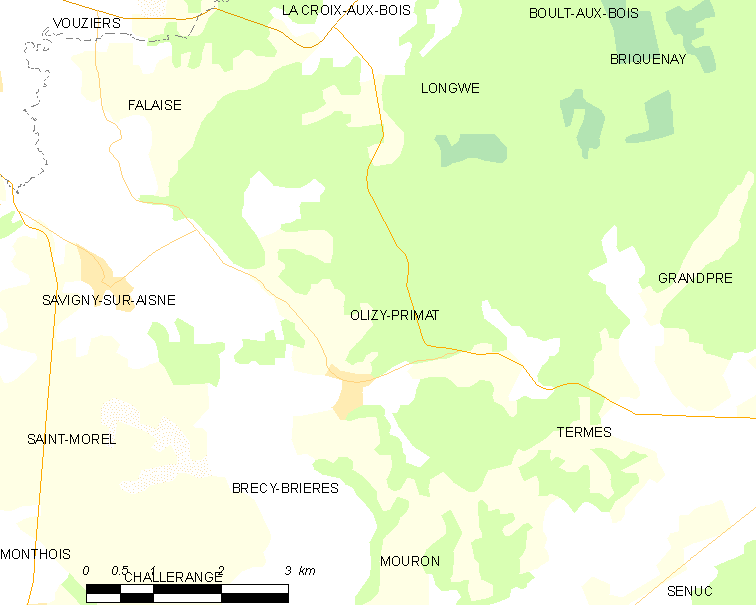
奥利济-普里马的OSM定位图

## 行政
奥利济-普里马的邮政编码为08250，INSEE市镇编码为08333。

## 政治
奥利济-普里马所属的省级选区为阿蒂尼县。

## 人口

1962-2008年间奥利济-普里马人口变化图示

奥利济-普里马于2022年1月1日时的人口数量为224人。